# スーパーファミスタ5
スーパーファミスタ5（Super Famista 5）は、1996年2月29日に、ナムコ（後のバンダイナムコゲームス）から発売された、プロ野球ゲームソフトである。略称は「パースタ5」。対応機種はスーパーファミコン。スーパーファミコン版のファミスタシリーズとしては最後の作品であり、ナムコのスーパーファミコン用ソフトの中で最後に店頭発売されたソフトである。日本野球機構公認作品。著作権表示の年度は、前作『スーパーファミスタ4』に引き続き、発売前年（1995年）のものとなっている。
家庭用ゲーム機版のファミスタシリーズ全体としては、前年10月に発売された『ギアスタジアム平成版』までは、「ナムコット」（namcot）ブランドで発売していたが、同作を最後に会社名の「ナムコ」（namco）に統一されたため、本作は初のナムコブランドによる発売となった。それに伴い、試合結果告知をする架空の新聞「ナムコットスポーツ」も「ナムコスポーツ」に変更された。

## 概要
前年3月発売のスーパーファミスタ4（パースタ4）から設けられた高低差を駆使した3D仕様となっている。前々年（1994年）にコナミから実況パワフルプロ野球シリーズが始まるというターニングポイントがあり、多数のモードと最新版のチームデータを前面に押し出し、スーパーファミスタ以来の多くのチームが用意されている。パースタ4に引き続き、キリンビバレッジ（KIRIN）とCM契約しており、球場やゲーム画面など所々にKIRINの商品の広告が入っている。
また、史上2人目の日本人メジャーリーガー野茂英雄の活躍を反映し、アメリカンズが復活（選手データとしては、概ね前作に登場したドリームスを流用している）。アメリカ合衆国の地名をもつ選手が在籍するなか、1人野茂と同じくトルネード投法を駆使する右投げの投手「ジャパン」も所属している。
本作では、基本的に1996年シーズン開幕前時点のデータを採用しているが、過去の『スーパーファミスタシリーズ』同様、前年シーズン終了後日本プロ野球界を去った外国人選手として、元千葉ロッテマリーンズのフリオ・フランコ（打撃フォームも再現されており、アメリカンズの全選手にも設定された）が登場したが、一方でセントラル・リーグ特別表彰を受ける活躍を見せながらシーズンオフの契約問題で去就が不透明だったロビンソン・チェコ（広島東洋カープ投手）は登録されなかった。また、前作に引き続き、一部選手の背番号が実際のシーズン開幕時点と異なる場合がある（例：中日ドラゴンズの音重鎮が50番ではなく5番、山田和利が7番ではなく4番）。
「ナムコスポーツ」の見出しは、前作までがチームの勝敗そのものを前面に押し出していたのに対し、本作では実際のスポーツ新聞を意識しその試合での選手の活躍に重点を置いたものとなっている。

## モード
- 一戦勝負

好きなチーム（実在12球団+ナムコ+アメリカンズ）と好きな球場を選んで対戦する。基本的に前作と同じ。
- リーグ戦

好きなチーム編成・試合数などで行うリーグ戦、またファミスタシリーズ史上初となるリーグ優勝→日本シリーズ優勝を目指す実際の日本プロ野球さながらのペナントレースをプレイする事ができる（ペナントレースについては、実在12球団しか使用できない）。
- 夢のFA

FA制度に掛けて、勝利試合の成績ごとに資金が追加され、好きな選手を補強していくモード。3チーム分保存可能。ただし、作ったチームはリーグ戦に参戦することはできない。
- OBに挑戦

好きなチーム（実在12球団）で1960年代、1970年代、1980年代、1990年代のOBからなるチームと対戦する。OB同士、OBで対戦も可。
- オールスター

通常のオールスターゲームに加え、前作4に引き続き「東西対抗（オールイースト対オールウエスト）」、前年のオールスターゲームを反映した「全日本人対全外国人」で対戦するモードが追加された。この全日本人対全外国人限定で登場する外国人選手もいる（現実では横浜ベイスターズに残留しながらも他モードで使用される際の横浜には登録されなかったマイク・バークベックなど）。また、外国人捕手がいなかった関係で出場に至ったジョー（定詰雅彦）やデーブ（前年に読売ジャイアンツで引退した大久保博元）も登場した。
- 選手エディタ

自由に好きな選手をエディットができる。能力数値は制限内であれば自由に設定できる。背番号は、00,0-99のほか、01-09も使用できるようになった。なお、上記「OBに挑戦」モードには一部下手投げ投手が登場したが、本モードでは設定することができない。選手名についても、ドット一コマごとに書く入力方式も導入された。また、既存選手の名前をコピーすることにより、その選手のデータが全てコピーされる仕様も存在しており、一部選手の特殊フォームを引き継ぐこともできる。
- マルチプレイ

マルチタップを使い、最大4人でプレイする事ができる。本モード限定の新しい操作として、ベースカバーが入った。
- オプション

エラー率、ゲームバランスの設定をする。新たに「ひいき機能」が搭載。これは、ひいきチーム（実在12球団のみ）を設定すると、ファン向けの仕様として、OPが特別バージョンに変わり、このチームでプレイすると全打者の打率が5分アップ、全投手の防御率が0.5ダウンする。OPのタイトル画面とチーム選択時に「がんばれ、○○（ひいきチームのニックネーム）」というボイスが入る。また、実在12球団の「ごひいきチーム専用シール」が箱に同悃された。

## 登場球団
セントラル・リーグ
- ヤクルトスワローズ
- 広島東洋カープ
- 読売ジャイアンツ（巨人）
- 横浜ベイスターズ
- 中日ドラゴンズ
- 阪神タイガース

パシフィック・リーグ
- オリックスブルーウェーブ
- 千葉ロッテマリーンズ
- 西武ライオンズ
- 日本ハムファイターズ
- 福岡ダイエーホークス
- 近鉄バファローズ

架空チーム
- ナムコスターズ
- アメリカンズ

### 本拠地球場
- 玉子ドーム（巨人、日本ハムの本拠地。東京ドームがモデル）
- 神宮ノ森（ヤクルトの本拠地。明治神宮野球場がモデル)
- マリン（ロッテの本拠地。千葉マリンスタジアムがモデル）
- 所沢（西武の本拠地。西武ライオンズ球場がモデル）
- 港之横（横浜の本拠地。横浜スタジアムがモデル)
- しゃちほこ（中日の本拠地。ナゴヤ球場がモデル）
- 六甲山（阪神の本拠地。阪神甲子園球場がモデル）
- 浦六甲（オリックスの本拠地。グリーンスタジアム神戸がモデル）
- 鹿煎餅（近鉄の本拠地。藤井寺球場がモデル）
- 杓文字（広島の本拠地。広島市民球場がモデル）
- うまかドーム（ダイエーの本拠地。福岡ドームがモデル）
- ナムコ（ナムコスターズの本拠地。前作は両翼：92m・センター：120mのサイズだったが、両翼：76.5m・センター：100mに縮小。一方で7000-7650人だった収容人員が76500人まで増加した）
- アメリカン（アメリカンズの本拠地。ドジャースタジアムがモデル）

#### 球場別野次
前作に引き続き、オプションモードで野次を“あり”に設定すると、球場ごとの方言にちなんだ野次など（檄の類も含む）が流れる。以下、その一覧である（参考書籍：『スーパーファミスタ5 スーパーファミコン公式ガイドブック』）。
- 関東弁 - 玉子ドーム、神宮ノ森、マリン、所沢、港之横
- 名古屋弁 - しゃちほこ
- 関西弁 - 六甲山、浦六甲、鹿煎餅
- 広島弁 - 杓文字
- 博多弁 - うまかドーム
- アメリカ弁（アメリカ英語。野茂ブームによりアメリカに広まった日本語「サンシン」も存在） - アメリカン

※ナムコ球場は、野次の代わりに、1980年代頃のナムコゲームBGMが流れる。

## 主な開発スタッフ
- 岸本好弘
- 島本昌弘 [注 5]
- 堀込高樹 [注 6]

## 備考
「選手エディタ」モードのBGMは、のちにサウンド担当の堀込が弟と組んだバンド「キリンジ」の楽曲『汗染みは淡いブルース』としてセルフリメイクされた（1998年10月25日発売のメジャー1st.アルバム『ペーパー・ドライヴァーズ・ミュージック』に収録）。
『4』に引き続き、ゲーム中の各所に『ディグダグ』『ディグダグII』の効果音・BGMが使われていた。起動時の効果音（クレジット音）、ナムコ球場で野次ありにした際の試合の通常時のBGM（IIのメインBGM）・打者がヒットを打った時のBGM（IIのスパートBGM）・タイム時のメニュー画面（ネームエントリー）。
玉子ドームのライトスタンド上段に、当時発売予定だった『スーパーファミリーゲレンデ』の看板が掲示されている。
「一戦勝負」で、代打（控え野手）を全て出場させたうえで延長戦に持ち込むと、攻撃イニングで監督を代打として出場させることができる。

## 関連書籍
※いずれも攻略本。
- スーパーファミスタ5必勝攻略法

1996年3月、双葉社より「スーパーファミコン完璧攻略シリーズ」の第130巻として発行。編者：ファイティングスタジオ。書籍コード：ISBN 4575285714
- スーパーファミスタ5 スーパーファミコン公式ガイドブック

1996年3月、小学館より「ワンダーライフスペシャル」シリーズの1冊として発行。書籍コード：ISBN 4091025315
「OBに挑戦」モードに登場する選手の名鑑も収録している。